# Latin híd
A Latin híd (Latinska ćuprija) Szarajevó egyik átkelője a Miljacka felett.
Egy 1541-ből fennmaradt hivatalos irat szerint a helyszínen egy Husszein nevű bőrös épített átkelőt. Egy későbbi dokumentum azt állítja, hogy ez a fahíd hamar megsemmisült, és Ali Ajni bej, egy ismert szarajevói polgár kőből építtetett egy új átkelőt a helyén. A hidat 1791-ben elmosta az árvíz. A ma látható ötívű átkelőt egy vagyonos kereskedő, Abdullah Briga pénzügyi támogatásával emelték.
A híd Szarajevó katolikus (latin) negyedéről kapta a nevét, amely a Miljacka bal partján terült el. 1918 és 1993 között Pricip híd (Principov Most) volt a neve, arra emlékeztetve, hogy a hídfőnél gyilkolta meg Ferenc Ferdinándot a szerb Gavrilo Princip. Ez a merénylet vezetett az első világháború kitöréséhez.